# Metalobosia chalcoela
Metalobosia chalcoela là một loài bướm đêm thuộc phân họ Arctiinae, họ Erebidae.